# Борхерт, Томас
Томас Борхерт (нем. Thomas Borchert) — немецкий музыкант, композитор, певец и актёр мюзиклов.

## Биография
Борхерт начал обучаться музыке с восьми лет. В 1998 году он выиграл музыкальную премию NDR Hourfest в составе рок-группы Cakewalk, помимо этого также стал лауреатом Федеральной рок-премии в жанре поп-музыки. В 1988 году после окончания школы поступил в Stage School Hamburg — школу музыки и танца. Во время учебы получил свою первую роль Рам-Там-Таггера («The Rum Tum Tugger») в мюзикле Cats (1990-91). 
В 2003 году Томас был приглашен сыграть роль «графа Кролока» в мюзикле «Бал Вампиров» на премьере в Гамбурге. Он выступал в этой роли с 2006 по 2019 год в различных странах и городах и стал единственным исполнителем роли в Германии, Китае, России и Австрии в четырех различных постановках (Stage Entertainment, новая редакция Объединенных сцен вены, гастрольная постановка Stage Entertainment, швейцарская постановка).  
Также Борхерт является первым и единственным исполнителем роли Максима де Винтера в мюзикле Ребекка по мотивам одноименного романа Дафны Дюморье одновременно в двух разных странах, в двух разных постановках. Выступал в спектаклях Сон в летнюю ночь по пьесе У. Шекспира, Конец радуги и моноспектакле Легенда о пианисте.
Мюзикл Граф Монте-Кристо, в котором исполняет главную роль, был написан специально для Томаса композитором Фрэнком Уайлдхорном в 2009 году. Признан «Лучшим актером мюзикла 2014/15» читателями немецкого журнала «Мюзиклы». Как певец и пианист записал несколько дисков и часто выступает с концертами в Германии, Австрии и Швейцарии.
В 2005 году женился на виолончелистке Ребекке Тюмер. От первого брака есть сын Йонас (род. 10 августа 1996). С 18 августа 2018 года состоит в браке с актрисой и певицей Навине Хейн.

## Роли
- 1990 - 1991: Cats — Гамбург — Рам-Там-Таггера
- 1991: Du bist in Ordnung Charlie Brown — Гамбург — Snoopy
- 1991: The Rocky Horror Show — Гамбург — Frank N. Furter
- 1992: Иисус Христос — суперзвезда — Иуда
- 1992—1994: Элизабет  — Вена — Луиджи Лукени
- 1994—1996: Die Buddy Holly Story — Гамбург — Buddy Holly
- 1996—1997: Эвита — (Schwäbisch Hall) — Че Гевара
- 1997—1998: Элизабет — Вена — Смерть (Der Tod)
- 1998—1999: Отверженные — (Duisburg) — Жан Вальжан
- 1999—2000: Mozart! — Вена — Леопольд Моцарт
- 2000—2001: Mozart! — Вена — князь-архиепископ Зальцбурга Иероним фон Коллоредо
- 2001 + 2002: Judy — Somewhere over the Rainbow — Вена — alle männlichen Hauptrollen
- 2001—2003: Джекилл и Хайд — Вена — Джекилл/Хайд
- 2002: Divas — Вена — als Herb Hammerschmidt, King of Entertainment
- 2003: Сон в летнюю ночь — Розенбург — Оберон и Тесей
- 2003—2005: Бал вампиров — Гамбург — Граф фон Кролок
- 2004: Элизабет — (оперный фестиваль в Триесте) — Смерть (Der Tod)
- 2005—2006: Дракула — Санкт-Галлен — Дракула
- 2005: Призрак Оперы — Эссен — Призрак
- 2006: Best of Musical — тур
- 2006—2008: Бал вампиров — Берлин — Граф фон Кролок
- 2007: Best of Musical — тур
- 2007: Дракула — Грац — Дракула
- 2008: Novecento — Die Legende vom Ozeanpianisten — Гамбург — Novecento
- 2008: Gigi — Das Musical — Лондон — Gaston
- 2008: Novecento — Die Legende vom Ozeanpianisten — тур — Novecento
- 2009: Граф Монте-Кристо — Санкт-Галлен — Эдмон Дантес
- 2009: Бал вампиров — Вена — Граф фон Кролок
- 2010—2011: Novecento-Die Legende vom Ozeanpianisten — тур — Alle Rollen
- 2011: Backstage — Ein Blick aus der Beleuchterkabine — Вена — Hammet
- 2011: — 2012: — Ребекка — Санкт-Галлен — Maxim de Winter
- 2011: End of the rainbow — Anthony
- 2012: Бал вампиров — Берлин — Граф фон Кролок
- 2014: Artus-Excalibur - Мерлин[3]
- 2018—2019: Бал вампиров — Санкт-Петербург — Граф фон Кролок
- 2022: Бал вампиров — Санкт-Петербург — Граф фон Кролок

## Дискография
- Jim Steinman: Tanz der Vampire. Markus Tüpker, Essen 2004
- Deluxe. Markus Tüpker, Essen / Alive, Köln (Vertrieb) 2004
- Frank Wildhorn: Jekyll & Hyde (Auswahl). BMG Ariola, München [u. a.] 2002
- Buddy. Sony Music Entertainment, Frankfurt (Main) 1994

## Награды
За роль в Jekyll & Hyde получил в 2002 году Deutschen Musical Award.